# 御殿場事件
御殿場事件（ごてんばじけん）とは、静岡県御殿場市萩原の御殿場市中央公園で2001年9月に発生した婦女暴行未遂事件。10人の少年が逮捕されたが、市民やマスコミを中心に冤罪だと指摘する意見があり少年らを支持する運動が広がった。御殿場少女強姦未遂事件とも呼ばれる。

## 事件の内容
2001年9月16日午後8時ごろ、当時15歳の少女（甲）が部活動から御殿場駅西口から帰宅中、中学時代の同級生だった少年ら2人に声を掛けられる。3人は駅から20-30分ほど歩いて御殿場中央公園まで移動したが途中から他の少年らが合流し男性の数は10人に増えた。30分ほど噴水近くのベンチで話をした後に、甲は集まったメンバーに腕を引っ張って暗闇に連れていかれ体を触られるなどの猥褻行為を受けたとされる。暴行が未遂に終わったのは、犯行グループの1人が、甲のズボンを引き下ろしたときに生理用品らしきものが見えたため生理中だと思ったためであるとされた。このため少年らは1人数分づつ胸を触る・抱きつくなどしたのちに甲を解放した。下半身は触られなかったと甲は証言した。暴行の現場は御殿場中央公園の「終日亭（ひねもすてい）」北側の芝生エリアとされ、街灯も遠く極めて暗かった。このため甲は加害者の顔を十分確認出来なかった。

## 容疑者逮捕と自白
9月17日、静岡県警察御殿場警察署に被害届が提出された。この訴えにより2001年11月から2002年1月までの間に当時中学3年生から高校2年生の10人の少年らが次々と逮捕された（以下A-Jとする）。当時高校1年生のEは逮捕された際の取調べにおいて取調官から「普段よくつるんで遊んでいる者の氏名を言ってみろ」と言われ当時親交が深かった数十人に亘る同級生や先輩、後輩らの氏名を挙げ芋づる式に少年らの逮捕に繋がった。逮捕された10人の少年らは当時未成年者にも関わらず逮捕前から飲酒・喫煙・賭博行為等の非行や反社会的行為に興じていた程の素行不良者と言われており、中には、暴力団や暴走族と交流を持っていた者もいた。連日の取り調べで、逮捕された被告人少年らは所轄署の取調官から殴る蹴るや頭髪を引かれる等の暴行を受けつつ「お前らは刑務所から一生出て来るな」「認めれば直ぐ釈放してやるが、否認を続ければ起訴されて裁判になり金も掛かる」等と言われ『9月16日の夜に犯行に至った』と数日かけて自白した。少女（甲）を誘った理由について、声をかけた元同級生の少年は、先輩から女を連れて来いと指示され、中学生の頃からテレクラなどの良くない噂があった少女（甲）なら性行
為が出来るかもと思い、帰宅の途中経路である御殿場駅から出てくるのを待っていたと供述した。

## 少年審判
年長者のA・B・C・Dは2002年1月に逮捕されて以来、同年10月に9か月ぶりに数百万円の保釈金を条件に保釈された。逮捕された10人の少年を（A - J）とする。ここで扱っているアルファベットの仮名は2003年放送のTV番組での英数字とは異なる。2003年放送のA少年は1年近く少年院に拘留され少女の実名を挙げた少年であるが、ここでのA少年は実刑確定で服役生活を経験したA少年のことを表している。
2002年4月、静岡家裁沼津支部は、
- A・B・C・Dの高校2年生に対しては主犯格だとして検察官送致とした。
- E・F・G・Hの高校1年生に対して少年院送致（2001年末に逮捕）
- 高校1年生のIに対して試験観察処分、中学3年生のJに対しては保護観察処分を言い渡した。Iは、2004年3月、同支部の別の裁判官により、不処分の審判となった。

E・F・G・Hの4名は容疑を認め、内1人が少年院退院後長野智子のインタビューに受け答えしている。4人は2002年12月に1年弱で少年院を退院した。
少女が挙げた実名の少年は逮捕された時は少女と同学年であり、2002年に少年院を退院した。Jは当時、保護観察処分だったものの、年長者の4人が実刑判決を受けた時、彼も保護観察が取り消されて執行猶予となった（懲役2年6か月、執行猶予4年）。
2010年6月28日に3人が刑期満了で埼玉県川越市の川越少年刑務所から出所し、2010年8月7日に未決勾留期間（逮捕から判決確定まで勾留された日数）が短かった1人も3人とは別の刑務所から少し遅れて釈放された。
当時高校1年生だったE・F・G・Hは少年院を1年弱で出所した。保護観察を受けていた1人も懲役2年6か月・執行猶予4年の有罪判決となった。

### 処分取り消しを求めた審判
逮捕された少年らのうち当時16歳だった男は少年審判で中等少年院送致の保護処分となったが、「警察による自白と被害女性の供述には信用性がない」として処分の取り消しを静岡家裁沼津支部に訴えた。静岡家裁沼津支部は、「被害女性の供述と、（捜査段階の）元少年らの自白は信用できるが、否認に転じた後の元少年の供述内容は信用できない」として2008年2-12月に開かれた3回の審判の結果により求めを棄却する決定を言い渡した。

## 裁判
A・B・C・Dについては裁判で争われた。

## 一審（静岡地裁沼津支部）

### 9月16日の少年らのアリバイ
連日の取り調べで、逮捕された被告人少年らは9月16日の夜に犯行に至ったことを自白した。しかし、裁判では「自白は強要されたものである」と一転して無罪を主張した。また少年らには極めて固いアリバイがあり、強姦事件そのものが存在しない架空の事件・冤罪であると主張した。
9月16日の午後8時頃、被告人少年らは、
- 別の友人たちと飲食店に居た（従業員の証言や、注文伝票による）。
- 被告人の一人は市内の飲食店で家族らと食事を取っていた。
- アルバイトのタイムカードの記録。

などのアリバイがあることから「犯行は不可能である」と主張した。

### 訴因変更請求
取り調べにより被害者とされる少女（甲）は、9月16日の犯行があったとされる時間帯に出会い系サイトで知り合った男性（丙）と富士駅付近でデートをしていたことが判明した。これに対して少女は、9月16日に男性（丙）とデートしていたことは認めたが、事件そのものは否定せず9月16日ではなく9月9日に被害に遭ったと主張を変更した。これを受けて検察官は、犯行日を9月16日から9月9日に変更する旨の訴因変更請求を行った。しかし、これによって『9月16日の夜に犯行に至った』として被告人らに認めさせた自白調書が矛盾することとなった。被告人らは、この矛盾が自白の強要を裏付けるものであると主張した。

### 事件発生日の変更の理由
当初9月16日とした事件発生日を9月9日と変更した理由について女性（甲）は裁判で以下のように証言した。
1. 事件は9月9日に起きたが、加害者より口止めされていたのと、公園まで誘われるまま付いて行った自分にも非があると思い自分で訴え出るつもりはなかった。帰宅したのちも家族には話さなかった。
2. しかし、事件を当時交際中の男性（乙）に打ち明けたところ冷たく対応されて失望し、優しく対応してくれる男性を求めてテレクラで別の男性（丙）と知り合い9月16日に体の関係を持った。
3. 9月16日の帰宅が24時頃と遅くなったことを母親に咎められ、電車が事故で遅延したと虚偽を述べたところ駅まで迎えに来ていた母親に嘘を見破られた。母親は男性（乙）との交際について日頃から厳しい態度をとっており、夜遅くなった理由を別の男性と性交渉をして遅くなったなどと言うことは出来なかったため、次の虚として9月9日の件を「今晩の出来事」として話し、そのために帰宅が遅くなったと母親に説明した。
4. 9月17日、普段通り高校へ登校するが、事件を知った教師の勧めで警察に通報する。こうして「9月16日に発生した婦女暴行未遂事件」として捜査されることとなってしまった。

検察は、これら証言に対し男性（乙）および男性（丙）に対して事実確認を行い、2人の男性から甲の供述を裏付ける証言を得た。このことが甲の証言の信憑性が高いと判断される根拠となった）目撃情報や物証はなかったが、関係者の証言と警察による自白だけが証拠として採用された。
一方、冤罪を訴えた少年らの家族の執念による独自調査で数々の矛盾点が証拠として裁判に提出された。

### 判決
2005年10月27日の一審判決では懲役2年の実刑判決が下された。高橋祥子裁判長（定年退官のため姉川博之裁判長が代読）は、「少女は日時について嘘をついていたが、その理由は了解できるものであり、変更後の供述内容は十分信用できる」として少女の証言を全面的に支持。犯行日に矛盾が見られることを認めつつも、それ以外の被告人らの自白・供述内容が少女の供述と概ね一致しており信憑性が高いと判断し、被告人らの主張を退けた。天候の件（後述）は、一審で重要な争点になることはなかった。被告人側は即日控訴した。

## 二審（東京高裁）

### 事件日（変更後）の天候
犯行があったとされる9月9日は台風15号が接近して大雨洪水注意報の発表されており、御殿場市周辺では一日降雨量45mm以上の雨が降っていたと記録されている。少女は「天気のことは余りはっきり覚えていない、風は吹いていたような記憶がある」「傘を差していた記憶はない」と供述した。ただし、「雨が降っていなかった」とは供述しておらず、「噴水の霧だか雨の霧だか分からないけれども霧のようなものが顔にかかってきたような覚えがある」、「家に帰るときも，たまにポツポツというような雨が顔にかかったりした」とも供述している。被告人側は少女が雨についてさしたる言及をしていないのは不自然で、供述は信用できない旨を主張した。

#### 雨量計の記録と専門家の証言
- 事件現場から約550m離れた雨量計は、午後8時までの1時間に3mm、午後9時までの1時間に1mm、午後10時までの1時間に3mmの降水量を記録している。
- 御殿場駅の雨量計は、午後7時までの1時間に1mm、午後8時までの1時間に3mm、午後9時までの1時間に2mmの降水量を記録している。

以上を踏まえて鑑定人は、本件公園だけ雨が全く降らなかったというのはあり得ず、確率論的になるかもしれないが、少なくとも30分を超えるやみ間はなかったと供述している。
これに対して二審判決は次の点を指摘した上で、被告人側の主張を退けた。
- 事件現場から東北東約700mの市役所農業研修センターに設置された長期自記雨量日照計自記器によれば、同日午後9時台と午後10時台に観測された雨量は約0.0mmと記録されていること
- 事故現場から約1250m離れた消防本部の雨量計では午後8時20分から午後9時40分までの1時間20分の降雨量は0.0mmと記録されていること
- 静岡気象台次長の証言によると、雨量計はその時間内の雨の降り方ややみ間などを表しておらず，更にレーダーアメダス解析雨量には数mmの誤差があることを踏まえると，弱いながら雨が降り続いていたと科学的に言い切ることはできない旨供述していること

#### 犯行同時刻、事件現場から約200m離れた場所での交通事故当事者の証言
当該交通事故を扱った損害保険会社の資料によると天候は「雨」と記載されている。事故当事者の父親は、「息子を含め事故を起こした者は、飲食店の軒下で雨宿りをしていた、警察署に行った後も雨が降っていた」と供述している。ただしこの父親は、傘を持たずに事故現場に行っており、警察署の駐車場で見分したときも傘をささず、警察官も傘をさしていなかったとも供述しており、矛盾が見られる。このため二審判決はこの証言を証拠として採用していない。
もう一方の事故当事者は、事故後車を降りたときには、雨はぽつぽつ程度で傘をさすほどではなく、その後警察署に行ったときには雨は上がっていたように思う旨供述している。また、現場は山の天気であり、晴れていたと思えば、もう小雨や霧であったりという状況であるとも証言している。二審判決はこちらの証言を採用した。

### 9月9日の被告人のアリバイ
被告人のうち1人は、9月8日が母親の誕生日で当日は母親の誕生日祝いに家族4人で食事をしており、その後も11時半までカラオケに行っていたと供述している。飲食店では予約した際の名前（カタカナ）が確認でき、店長によると実際に店に訪れていると証言する。
しかし、裁判所は、予約した名前は付近に多い姓で被告人らであると断定できないこと、被告人の交通手段に関する供述に矛盾が見られること、毎年祝いなどしないのにこの年だけ祝いをしたのは不自然であること、カラオケボックスの利用履歴から被告人が11時半まで店にいたことが明らかに虚偽であることを挙げ、アリバイを否定している。

### 反社会的勢力との関係
被告人のうち1人に反社会的勢力と関係のあるものがいて、暴力団幹部に「少女は直ぐ喋る奴で警察に本当の事を言ってしまうのでは無いか心配しており、最後迄はやっていないが集団で犯したので自分らも逮捕されてしまうのでは無いか心配している」等と事件の相談をしたとされている。

### 判決
2007年8月22日の控訴審判決では、一審判決を破棄し、改めて懲役1年6か月に減刑された実刑判決が言い渡された。中川武隆裁判長は、被害者の供述について、被害申告には問題があったが、日付を除いてほぼ一貫しているとして信用性を認め、被告人側の主張は退けられた。天候の件は事件現場周辺の2か所の雨量計が0mmであったこと、付近の交通事故当事者の証言、鑑定人の証言を総合的に勘案し、事件現場で雨が降っていたとは言い切れないとした。被告人側は即日上告した。

## 最高裁
2009年4月13日、第一小法廷（櫻井龍子裁判長）は主犯格とされているA・B・C・Dに上告棄却の決定、懲役1年6か月の実刑判決確定、最年少のJも保護観察が取り消されて懲役2年6か月・執行猶予4年の有罪判決確定した。

## 収監
最高裁判決から1か月後の2009年5月末に彼らは静岡地検沼津支部に出頭した同日に地検近くの最寄の刑務所への収監を経て数か月後に川越少年刑務所に移送され服役した。収監前、彼らは「反省することは何もないので行ってきます」と家族や友人・支援者などに見守られながらコメントした。なお、彼らの服役中も、残された家族達は彼らの無実を訴え続けており、被告人自身も「我々は飲酒喫煙等、散々悪さばかりしていた程の札付きの不良少年だったがこの事件は絶対にやっていないと断言する。それでも我々が不良だったので聞いて貰えなかったろうか」と同様の発言をしている。又、彼らの収監後、被告人の一人から長野に手紙が宛てられ、番組内で長野が読み上げた。

## 保釈中・出所後
A・B・C・Dの4名は2010年夏出所。仮釈放が認められなかったため、満期での出所となった。元少年らは出所後の2011年末に被害者の女性に対して2000万円の損害賠償を求める民事訴訟を提起したが、こちらも棄却された。数々の矛盾点が指摘され冤罪だと指摘する声が広がり、日本国民救援会が支援に乗り出し、地上波テレビでは検証ドキュメンタリーも放送された。
市内では「無実の少年たちを守る会」が開かれ、諏訪部修が事務局長、御殿場市職労連委員長の伊倉賢が同会代表世話人を務めた。国民救援会県本部事務局長の佐野邦司、また中央本部の芝崎孝夫にも支援を受け、会員に年末統一募金などを要請した。他に日本弁護士連合会からも支援を受けた。
元少年らは拘置所から保釈されて以来、実刑確定で収監されるまで、幾度か実名を明らかにしてテレビ朝日で取材を受けており、その間に結婚した者もいる。元少年らは事件の翌年に高校を中退した後、保釈中は親元に居住を制限されて両親が経営している家業の傍ら、市内近辺の建設業や自動車部品工場等に就職した。内一人は当時通っていた市内の高校を保釈後の2002年末に復学、2年生の課程を修了後2003年3月には市内の高校を中退、同年4月からはスーパーでアルバイトの傍ら静岡県内の通信制高校に編入して2004年3月に卒業している。彼らは「守る会」、署名活動への賛同者や激励を寄せた人々が精神的な支えとなったと述べた。

## マスメディアでの論争
この事件の模様は、主にテレビ朝日が10年近くにわたり取材を続け、同局の報道番組で度々クローズアップされた。番組では、事件発生から、公判、彼らの生活、彼らが収監される瞬間、そして彼らが収監されて以降の残された家族達まで詳しく取り上げた。
2009年6月1日放送分の報道発 ドキュメンタリ宣言「それでも僕らはやってない ―親と子の闘い3000日」では事件の様々な矛盾点が取り上げられた。御殿場事件は2008年以前のテレビ朝日の報道番組で放送された際は、放送時間帯が日曜午後や平日朝などであったため知名度が低かったが、月曜日のゴールデンタイムのドキュメンタリ宣言で放映されたことにより高視聴率を記録し、知名度が大幅に上昇した。これにより番組ホームページには2万件以上ものアクセスが殺到、その反響で6月29日に急遽続報を放送することとなった。

## ドラマ
2018年2月11日に放送された人気ドラマ『99.9-刑事専門弁護士-　SEASONII（TBS系）』の第5話が本事件を高い類似性を示していると話題になった。このドラマは、刑事事件で起訴されれば99.9％は有罪となるとされる日本の裁判に、0.1％の無罪判決の可能性を求めて冤罪の証明に挑む弁護士を扱ったドラマで、放送の内容は、「女子高生連続猥褻事件」と称し女子高生が少年らから乱暴を受けたと訴え出るものの、途中で起訴事実と被害者証言が覆されると、平然と訴因変更する検察官と、それを認めて有罪をでっち上げようとする裁判官が描かれた。このドラマによってこの事件を知る視聴者も多かったとされる。尚、本事件との違いは舞台が東京都多摩市である事と、当事者である不良少年らは無罪判決を受けた事等がある。本事件を長期間追い続けた長野は、明らかに御殿場事件をモチーフにしているドラマである事を指摘しており、これを契機に多くの人にこの裁判に興味を持ってほしいとコメントした。